# ベンジャミン・モラン
ベンジャミン・モラン（英: Benjamin Moran、1820年 - 1886年6月20日）は、アメリカ合衆国の外交官。

## 生涯
ペンシルベニア州ランカスター郡において誕生した。父親はニュージャージー州トレントンの小さな綿工場を経営していた。モランはフィラデルフィアで印刷工となった。1850年、モランはヨーロッパへ渡り、イングランド各地を徒歩で巡った。
1854年、モランは駐イギリス公使ジェームズ・ブキャナンの個人秘書となった。モランは1855年に公使館で書記官に任ぜられ、1874年まで書記官を務めた。1874年6月、モランはユリシーズ・グラント大統領によってアメリカ合衆国第三国務次官補に任命されたが、上院に承認を拒否されたため、着任できなかった。1874年12月、モランは駐ポルトガルの弁理公使となり、1876年11月に代理公使となった。モランは1882年まで代理公使を務めた。
モランはロンドンの合衆国公使館にある公文書を熟知し、またアメリカの外交史に精通していたことから、イギリス政界において高い評判を獲得した。モランは定期刊行物にしばしば寄稿した。
1886年6月20日、モランはイギリスのロンドンで死去した。モランの遺体はエセックス州パンフィールドの小村に埋葬された。